# Ànec arbori d'Eyton
L'ànec arbori d'Eyton(Dendrocygna eytoni) és una espècie d'ocell de la família dels anàtids (Anatidae) que habita aiguamolls, manglars, praderies i matolls en Austràlia, des de la Península del Cap York, cap al sud, fins Nova Gal·les del Sud.